# Georges Camuset
Georges Camuset, né de 29 juin 1840 et mort le 9 mars 1885, est un médecin ophtalmologiste et poète plus connu pour ses spirituels Sonnets publiés pour la première fois en 1884. Sa biographie nous est révélée par les travaux du Docteur A. Brunerie.

## Biographie et carrière
Camuset naît en 1840 à Lons-le-Saunier, d’une famille de robins et décédera le 12 mars 1885 à Paris. Après des études très éclectiques, il s'inscrit en médecine à Paris, s’oriente un moment vers le laboratoire et présente une communication sur la vaseline à la Société de Médecine. Il pratique également la botanique et joue de l’ophicléide. Il est également un des plus joyeux vivants des cénacles parisiens.
Il voyage à travers l'Europe et rencontre Gustave Doré à Londres mais se destine finalement à l'ophtalmologie plutôt qu'aux lettres et s'établit médecin oculiste à Dijon. Il y compose ses fameux sonnets dont l'édition originale parait anonymement en 1884 (Ed. du Raisin, Imp. Darantière à Dijon), peu avant son décès, et sont réédités en 1888, 1926 puis avant 1939 par les laboratoires Camuset (parenté ? homonymie ?). Fantaisie légère, les Sonnets sont un grand classique spirituel et gaillard de la littérature médicale. En voici un extrait intitulé Auscultation :
Comment ! C’est toi, belle Margot ?

— « Mais oui, m’sieu Paul, et j’m'épouvante,

« Quel malheur pour un’ pauv’ servante !

« Mais quoi qu’j’ai donc ben dans l’jabot ?
« Pourvu qu’ça s’rait pas quéqu’ pierrot !

« Ça m’porte au cœur, ça m’grouill’ dans l’vent’e !

« Pas comm’ vous, moi ; j’suis pas savante.

« P’t-êt’ ben qu’vous m’en direz l’fin mot. »
— «…Là donc ! Baisse encor ta chemise !... »

Complaisamment l’oreille est mise

Sur deux seins plus durs qu’inhumains ;
Et, dans des gestes téméraires,

L’Étudiant à pleines mains

Palpe ses premiers honoraires.
CAMUSET
Les Sonnets ne sont pas le seul ouvrage du Docteur Camuset, il écrit aussi un Manuel d'Ophtalmologie (publié chez Masson en 1877) et un Mémoire sur la Vaseline (Société de médecine, 1877), produit  qu'il est le premier à utiliser en France. Il s'essaye même à quelques chansons comme celle d'une lettre qu'il écrit « A mon ami Lamarche » (Paroles de Bibi sur une musique de Gounod).